# Збірна Ромів з футболу
Збірна Ромів з футболу  — національна футбольна команда ромів (циган), не визнана асоціаціями ФІФА та УЄФА. Є членом федерації футбольних асоціацій невизнаних держав і територій КОНІФА.
Команду координує ФК «Брера Кальчо» з Мілана, Італія, де і розташована Федерація ромів з футболу.